# Torbes
Torbes é um município da Venezuela localizado no estado de Táchira.
A capital do município é a cidade de San Josecito.